# Joseph T. Coyle
Joseph Thomas „Jos“ Coyle (* 1943) ist ein Psychiater und Neurowissenschaftler am McLean Hospital in Belmont, Massachusetts und an der Harvard Medical School in Boston, Massachusetts.
Coyle erwarb 1965 einen Bachelor am College of the Holy Cross und 1969 an der Johns Hopkins School of Medicine einen M.D. als Abschluss des Medizinstudiums. Als Assistenzarzt arbeitete er zunächst in der Kinderheilkunde, bevor er für einen dreijährigen Forschungsaufenthalt zu dem Nobelpreisträger Julius Axelrod an die National Institutes of Health wechselte. Ab 1973 setzte er seine Facharztausbildung in Psychiatrie fort. Ab 1975 gehörte er zum Lehrkörper der Johns Hopkins University, 1980 erhielt er eine Professur für Neurowissenschaften, Pharmakologie und Psychiatrie. 1991 wechselte er an die Harvard University, dort ist er heute (Stand 2017) Eben S. Draper Professor of Psychiatry und am McLean Hospital Direktor des Labors für psychiatrische und molekulare Neurowissenschaften.
Coyle befasst sich mit Entwicklungsneurobiologie, neuronaler Vulnerabilität und Psychopharmakologie beziehungsweise Neuropsychopharmakologie. Zahlreiche seiner Arbeiten behandeln die Rolle glutaminerger Neuronen in der Pathophysiologie neuropsychiatrischer Störungen.
2016 erschien ihm zu Ehren eine Festschrift. Coyle hat (Stand März 2020) laut Google Scholar einen h-Index von 137, laut Datenbank Scopus einen von 109. Er ist Herausgeber der Fachzeitschrift JAMA Psychiatry.

## Auszeichnungen (Auswahl)
- 1979 John J. Abel Award der American Society for Pharmacology and Experimental Therapeutics[4]
- 1991/92 Präsident der Society for Neuroscience[5]
- 1994 Mitglied der American Academy of Arts and Sciences[6]
- 1996 Pasarow Award für Neuropsychiatrie[7]
- 2004 Fellow der American Association for the Advancement of Science
- 2017 Sarnat-Preis der National Academy of Medicine[8]